# Etelcalcetid
Etelcalcetid ist ein Arzneistoff zur Behandlung des sekundären Hyperparathyreoidismus, einer Erkrankung die vor allem bei Menschen mit einer Chronischen Nierenerkrankung auftritt und zu erhöhten Parathormonkonzentrationen im Blut führt.

## Wirkstoffstruktur und Pharmakokinetik
Etelcalcetid ist ein synthetisches Oligopeptid. Darin sind sieben D-Aminosäuren linear über peptidische Bindungen verbunden. Eine achte Aminosäure, das L-Cystein, ist mit D-Cystein über eine Disulfidbrücke verbunden:
| N-Ac–D-Cys–D-Ala–D-Arg–D-Arg–D-Arg–D-Ala–D-Arg-NH2 \| H-L-Cys-OH |

Die molare Masse des Wirkstoffs beträgt 1048,3 Da. Die Metabolisierung des Medikaments erfolgt durch Disulfidaustausch mit thiolhaltigen Molekülen des Körpers und findet weniger durch Enzyme statt. Eine Wirkung auf den wichtigen Cytochrom P450-Metabolismus ergab sich im Laborversuch nicht. Im menschlichen Blut bindet Etelcalcetid kovalent über Disulfidbindung an das Bluteiweiß Albumin. Der Arzneistoff wird über die Nieren ausgeschieden und bei Dialysepatienten durch die Hämodialyse aus dem Blut entfernt.

## Arzneimittelwirkung
Etelcalcetid ist ein allosterischer Modulator des calciumsensitiven Rezeptors an der Nebenschilddrüse. Wie andere Medikamente seiner Wirkstoffklasse erhöht das Medikament durch die Bindung die Sensitivität des Rezeptors, woraus die nachgeschaltete Parathormonproduktion reduziert wird. Etelcalcetid bindet an die extrazelluläre Domäne des calciumsensitiven Rezeptors und unterscheidet sich dadurch vom vergleichbar eingesetzten Wirkstoff Cinacalcet, der an der Transmembran-Domäne wirkt. Die Verabreichung von Etelcalcetid ist intravenös. Zwei randomisierte und kontrollierte prospektive Studien konnten eine vergleichbare Wirkung mit dem peroral verabreichten Medikament Cinacalcet nachweisen.

## Zulassungsstatus
- Europäische Union: Am 11. November 2016 wurde Etelcalcetid unter dem Präparatenamen Parsabiv zur Behandlung des sekundären Hyperparathyreoidismus bei erwachsenen Patienten mit chronischer Nierenerkrankung, die sich einer Hämodialysetherapie unterziehen, zugelassen.[6]
- USA: Die amerikanische Zulassungsbehörde FDA hat Etelcalcetid am 7. Februar 2017 zugelassen.[7]